# Stenotabanus peruviensis
Stenotabanus peruviensis är en tvåvingeart som beskrevs av Krober 1929. Stenotabanus peruviensis ingår i släktet Stenotabanus och familjen bromsar. Inga underarter finns listade i Catalogue of Life.